# Leroy Goldsworthy
Leroy Delano Goldsworthy (né le 18 octobre 1906 à Two Harbors aux États-Unis — mort le 16 mars 1980) est un joueur professionnel américain de hockey sur glace qui évoluait au poste d'ailier droit,.

## Biographie
Goldsworthy commence sa carrière professionnelle avec les Eskimos d'Edmonton dans la WHL. Vendu aux Rangers le 19 octobre 1926, il passe trois saisons avec  les Indians de Springfield dans la Canadian-American Hockey League avant retrouver les Rangers lors des séries de la saison 1928-1929. Il joue ensuite la saison suivante avec les Rangers avant d'être vendu aux Tecumsehs de London. Il retrouve la LNH avec les Falcons de Détroit qui deviennent ensuite les Red Wings avant de rejoindre les Black Hawks de Chicago avec lesquels il remporte la Coupe Stanley en 1934.
Le 3 octobre 1934, il fait partie d'un échange entre Chicago et les Canadiens de Montréal : lui, Roger Jenkins et Lionel Conacher rejoignent Montréal contre Howie Morenz, Marty Burke et Lorne Chabot. Il retrouve Chicago en octobre 1934 puis fait le chemin inverse deux mois plus tard. Il est échangé aux Bruins de Boston en compagnie de Sammy McManus et de 10 000 dollars contre Babe Siebert et Roger Jenkins le 10 septembre 1936. Il joue ensuite pour les Americans de New York, les Barons de Cleveland et les Bisons de Buffalo et prend sa retraite en 1946.

## Statistiques
| Saison     | Équipe                 | Ligue       |    | Saison régulière | Saison régulière | Saison régulière | Saison régulière | Saison régulière |   | Séries éliminatoires | Séries éliminatoires | Séries éliminatoires | Séries éliminatoires | Séries éliminatoires |
| Saison     | Équipe                 | Ligue       | PJ | B                | A                | Pts              | Pun              | PJ               | B | A                    | Pts                  | Pun                  |                      |                      |
| 1924-1925  | Victorias d'Edmonton   | EJrHL       | 1  | 0                | 0                | 0                | 0                | 3                | 0 | 0                    | 0                    | 2                    |                      |                      |
| 1925-1926  | Eskimos d'Edmonton     | WHL         | 11 | 0                | 0                | 0                | 0                |                  |   |                      |                      |                      |                      |                      |
| 1926-1927  | Indians de Springfield | Can-Am      | 31 | 2                | 1                | 3                | 4                | 6                | 1 | 0                    | 1                    | 8                    |                      |                      |
| 1927-1928  | Indians de Springfield | Can-Am      | 38 | 8                | 5                | 13               | 32               | 4                | 2 | 0                    | 2                    | 2                    |                      |                      |
| 1928-1929  | Indians de Springfield | Can-Am      | 39 | 9                | 7                | 16               | 40               |                  |   |                      |                      |                      |                      |                      |
| 1928-1929  | Rangers de New York    | LNH         |    |                  |                  |                  |                  | 1                | 0 | 0                    | 0                    | 0                    |                      |                      |
| 1929-1930  | Rangers de New York    | LNH         | 44 | 4                | 1                | 5                | 16               | 4                | 0 | 0                    | 0                    | 2                    |                      |                      |
| 1930-1931  | Tecumsehs de London    | LIH         | 25 | 9                | 5                | 14               | 27               |                  |   |                      |                      |                      |                      |                      |
| 1930-1931  | Falcons de Détroit     | LNH         | 12 | 1                | 0                | 1                | 2                |                  |   |                      |                      |                      |                      |                      |
| 1930-1931  | Olympics de Détroit    | LIH         | 9  | 4                | 0                | 4                | 4                |                  |   |                      |                      |                      |                      |                      |
| 1931-1932  | Olympics de Détroit    | LIH         | 47 | 16               | 9                | 25               | 16               | 6                | 2 | 0                    | 2                    | 2                    |                      |                      |
| 1932-1933  | Red Wings de Détroit   | LNH         | 25 | 3                | 6                | 9                | 6                | 2                | 0 | 0                    | 0                    | 0                    |                      |                      |
| 1932-1933  | Olympics de Détroit    | LIH         | 17 | 12               | 2                | 14               | 22               |                  |   |                      |                      |                      |                      |                      |
| 1933-1934  | Black Hawks de Chicago | LNH         | 27 | 3                | 3                | 6                | 0                | 7                | 0 | 0                    | 0                    | 0                    |                      |                      |
| 1933-1934  | Tecumsehs de London    | LIH         | 18 | 11               | 4                | 15               | 10               |                  |   |                      |                      |                      |                      |                      |
| 1934-1935  | Black Hawks de Chicago | LNH         | 7  | 0                | 0                | 0                | 2                |                  |   |                      |                      |                      |                      |                      |
| 1934-1935  | Canadiens de Montréal  | LNH         | 33 | 20               | 9                | 29               | 13               | 2                | 1 | 0                    | 1                    | 0                    |                      |                      |
| 1934-1935  | Tecumsehs de London    | LIH         | 7  | 4                | 1                | 5                | 6                |                  |   |                      |                      |                      |                      |                      |
| 1935-1936  | Canadiens de Montréal  | LNH         | 47 | 15               | 11               | 26               | 8                |                  |   |                      |                      |                      |                      |                      |
| 1936-1937  | Bruins de Boston       | LNH         | 47 | 8                | 6                | 14               | 8                | 3                | 0 | 0                    | 0                    | 0                    |                      |                      |
| 1937-1938  | Bruins de Boston       | LNH         | 46 | 9                | 10               | 19               | 14               | 3                | 0 | 0                    | 0                    | 2                    |                      |                      |
| 1938-1939  | Americans de New York  | LNH         | 48 | 3                | 11               | 14               | 10               | 2                | 0 | 0                    | 0                    | 0                    |                      |                      |
| 1939-1940  | Barons de Cleveland    | IAHL        | 56 | 9                | 22               | 31               | 10               |                  |   |                      |                      |                      |                      |                      |
| 1940-1941  | Bisons de Buffalo      | LAH         | 56 | 6                | 18               | 24               | 8                |                  |   |                      |                      |                      |                      |                      |
| 1941-1942  | Texans de Dallas       | AHA         | 50 | 15               | 24               | 39               | 31               |                  |   |                      |                      |                      |                      |                      |
| 1943-1944  | Vics d'Edmonton        | Coupe Allan | 4  | 0                | 0                | 0                | 0                |                  |   |                      |                      |                      |                      |                      |
| 1945-1946  | Texans de Dallas       | USHL        |    | 1                | 0                | 0                | 0                | 0                |   |                      |                      |                      |                      |                      |
| Totaux LNH | Totaux LNH             | Totaux LNH  |    | 336              | 66               | 57               | 123              | 79               |   | 24                   | 1                    | 0                    | 1                    | 4                    |